# Courmayeur Ladies Open
Courmayeur Ladies Open – kobiecy turniej WTA 250 zaliczany do cyklu WTA Tour, rozgrywany na kortach twardych w hali we włoskim Courmayeur w sezonie 2021.

## Mecze finałowe

### Gra pojedyncza kobiet
| Rok  | Zwyciężczyni | Finalistka   | Wynik       |
| 2021 | Donna Vekić  | Clara Tauson | 7:6(3), 6:2 |

### Gra podwójna kobiet
| Rok  | Zwyciężczynie           | Finalistki             | Wynik          |
| 2021 | Wang Xinyu Zheng Saisai | Eri Hozumi Zhang Shuai | 6:4, 3:6, 10–5 |